# イルミンガー海流
イルミンガー海流（イルミンガーかいりゅう、英: Irminger Current）とは北大西洋海流の末端がスコットランドで二分するうちの、スコットランドとアイスランドを結ぶ海嶺の南側を西流する海流をいう。ちなみにもうひとつの海流はノルウェー海流である。イルミンガー海流の一部はアイスランド西岸から北極海に流入するが、大部分はさらに西流して東グリーンランド海流と接し、その間に渦流を形成する。そのためグリーンランド南端フェアウェル岬沖合いにも塩分濃度が35‰以上というようなかなりの高塩分の水塊が見られることが多い。